# 해평초등학교
해평초등학교는 대한민국 경상북도 구미시에 있는 초등학교다.

## 학교 연혁
- 1922년 5월 9일 설립인가
- 1923년 5월 18일 해평공립보통학교 개교(4년제 2학급 편성)
- 1938년 4월 1일 해평공립심상소학교로 개칭
- 1941년 4월 1일 해평공립국민학교로 개칭
- 1994년 3월 1일 향산분교장 본교로 편입
- 1996년 3월 1일 해평초등학교로 개칭
- 1999년 9월 1일 일선분교장 본교로 편입
- 2008년 2월 29일 일선분교장 폐교
- 2013년 2월 28일 향산분교장 통폐합
- 2015년 2월 12일 제90회 졸업 18명(총 11,402명)
- 2015년 3월 1일 제29대 맹종만 교장 취임
- 2015년 3월 1일 초등 7학급(특수 1학급), 병설유치원 1학급 편성(총 97명)
- 2017년 2월 19일 제92회 졸업식(총 졸업생수 11424명)
- 2017년 3월 1일 초등 7학급(특수 1학급), 병설유치원 1학급 편성(총 106명)
- 2017년 3월 1일 제30대 김재영 교장 부임
- 2023년 5월 18일 100주년 달성
- 2023년 10월 15일 100주년 총동창회 기념식

## 참고 자료
- 해평초등학교 - 한국교육학술정보원 학교알리미